# Hermann Simon

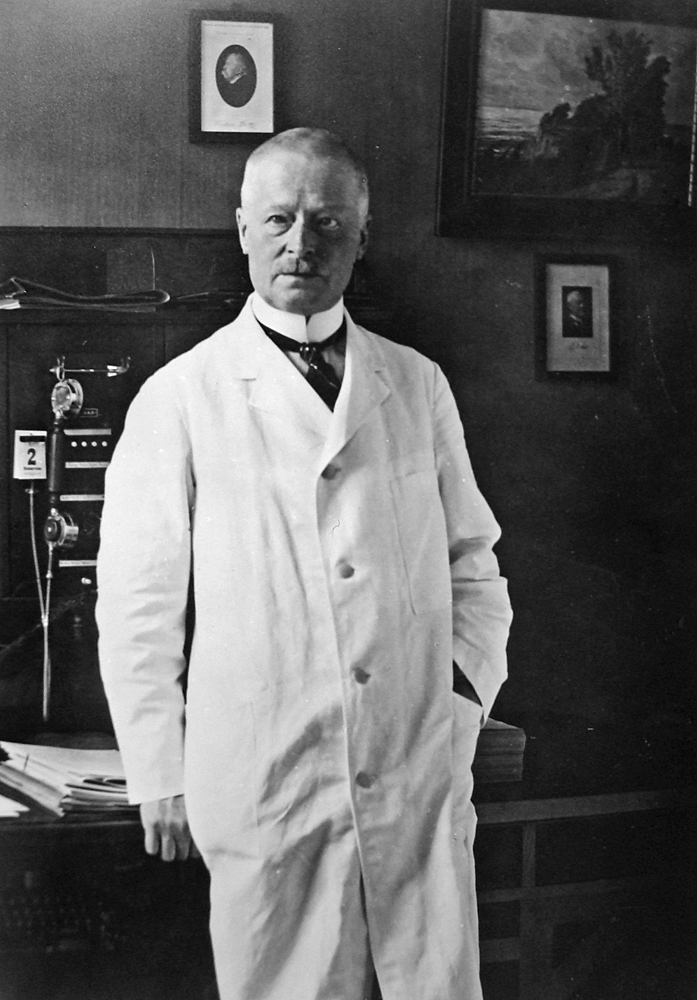
Dr. Hermann Simon

Hermann Simon (ur. 22 marca 1867 w Zweibrücken, zm. 14 listopada 1947 w Gütersloh) – niemiecki lekarz psychiatra, jeden z twórców ergoterapii (psychoterapii pracą).
Od 1905 był dyrektorem Westfälische Klinik für Psychiatrie w Warstein, od 1919 dyrektor do spraw lecznictwa w Provinzialheil- und Pflegeanstalt w Gütersloh. Od 1914 do 1918 odbył służbę wojskową. W 1934 spensjonowany; do 1942 lekarz w lazarecie w Bethel.
Na jego cześć Westfälische Institut zur Rehabilitation otrzymał nazwę Hermann-Simon-Institut.
Członek korespondent Royal College of Psychiatrists od 1934 roku.